# Ідеологія
Ідеоло́гія (грец. ιδεολογία, від грец. Ιδεα, дос. «прообраз, ідея», + грецька λογος, дос. «слово, розум, вчення», досл. вчення про ідеї) — організована у систему сукупність ідей у формі соціально-економічних моделей, настанов, гасел, програмних документів партій, філософських концепцій тощо.

## Загальні визначення
Ідеологія — система концептуально оформлених ідей, переконань, цінностей та установок, що виражають інтереси різних соціальних груп, класів, товариств, в яких усвідомлюються і оцінюються відносини людей до дійсності і один до одного, соціальні проблеми і конфлікти, а також містяться цілі (програми) соціальної діяльності, спрямованої на закріплення або зміну існуючих суспільних відносин.
Ідеологія — система політичних, правових, етичних, художніх, релігійних, філософських поглядів. Ідеологія разом із суспільною психологією, яка включає буденні, емпіричні погляди, що виникли стихійно, суспільні почуття, настрої, звички, входить до складу суспільної свідомості.
Ідеологія служить для того, щоб або запропонувати зміни в суспільстві або зберегти відданість певному набору ідеалів, якщо в суспільстві вже склався конформізм. Ідеології є сукупністю абстрактних засад, якими суспільство послуговується в трактуванні громадських справ, і, таким чином, вони займають визначне місце в політиці. Кожна політична чи економічна тенденція ґрунтується на певній ідеології, без огляду на те, чи виражена вона явно в певній обдуманій системі. Ідеологія це те, як суспільство бачить та інтерпретує світ.
Ідеології, що прагнуть до змін у суспільстві називають радикальними, революційними, ідеології, що прагнуть до збереження традицій суспільства, називають консервативними, реакційними. Ідеології, що приносять шкоду, називають деструктивними.

## Аналіз

### Марксизм-ленінізм
Вперше наукове з'ясування суті ідеології, її ролі в суспільному житті дав марксизм-ленінізм, який довів, що ідеологія — явище надбудовного характеру і є відображенням в свідомості людей їхнього суспільного буття. Особливістю ідеології є те, що зміни, які відбуваються у виробництві, відображаються в ній не безпосередньо, а через базис, через призму інтересів певних класів. Ідеологія має класовий характер, а ідеологічна боротьба є однією з форм класової боротьби. Ідеологія відіграє величезну роль у житті суспільства, прискорюючи (передова ідеологія) або гальмуючи (реакційна ідеологія) його розвиток.
Панівна ідеологія в суспільстві визначається інтересами панівного класу та способом виробництва. У феодальному суспільстві, наприклад, панівною є релігійна ідеологія, тоді як для капіталістичного способу виробництва характерні ліберальна та соціал-демократична ідеології.

### Альтюссер
Марксистський філософ Луї Альтюссер побудував свою теорію ідеології, яка виходить із його переконання, що бажання, сподівання, судження людини є продуктами її життя в суспільстві. Самоусвідомлення людини визначається тією роллю, яку нав'язує їй суспільство: сім'я, засоби масової інформації, релігійні організації, система освіти тощо. Загалом усі ці інституції утворюють ідеологічний державний апарат.
Незважаючи на різні форми, які може мати ідеологія, її структури й функції залишаються незмінними, або як сформулював Альтюссер: «ідеологія не має історії». Однак, конкретні ідеології мають історію, що відображає класову боротьбу в суспільстві.

## Політична ідеологія
Термін «ідеологія» у науковий обіг у 1796 році увів французький філософ Дестютт де Трасі, бажаючи запровадити нову науку про ідеї. З цієї спроби нічого не вийшло, і над групою Трасі потішалися, особливо Наполеон, використовуючи слово «ідеолог» для осміювання людей, що марнують час на безплідні справи. Пізніше цей термін забули, і тільки в 1845 році він виплив у праці Маркса і Енгельса «Німецька ідеологія» як сфера загальних ідей — «…мораль, релігія, метафізика та інша ідеологія». А в праці «До критики політичної економії» Маркс узагальнив його як «юридичні, релігійні, художні, філософські, словом ідеологічні форми». І вже потім, особливо в працях Леніна, ідеологія стала зброєю пролетаріату як методика класової боротьби.

### Погляди Амосова
Сьогоднішнє розуміння терміна ідеологія охарактеризував Микола Амосов у своїй праці «Ідеологія для України»: «Ідеологія — це словесна модель, що передбачає оцінки і дії для громадянина і держави, і що отримала розповсюдження у суспільстві. Вона закликана розставити людей, визначити їхні стосунки і втовкмачити, що все робиться правильно — для них і для майбутніх поколінь, а тепер ще і для природи»[джерело?].
Відірвавшись від тваринного світу, людина взяла з собою багато старих якостей і звичок (інстинктів), але отримала й нові — надію на краще майбутнє, здатність фантазувати, цінувати не тільки матеріальне, але і те, що важко окреслити, але просто назвати — духовне життя. А тому заради надій на краще, заради виконання певних нематеріальних принципів людина погоджується на власну експлуатацію у суспільстві. Це і стало тією основою, стержнем, завдяки якому і можлива побудова держави як відокремленого від іншого світу племінного, національного або наднаціонального острівця.
Цей сплав віртуальних можливостей, сьогоденних виконань, узгоджених зі ступенем експлуатації в даному суспільстві, і є тим, що називають ідеологією. Отже: «Ідеологія — державний міф про здійснення у майбутньому мрій усередненої людини, втілення в життя, або ознаки початку такого втілення певних принципів, що примирює людей з напрямком і ступенем їхньої експлуатації в даному суспільстві»[джерело?]. Без ідеології державу не побудувати, бо це буде об'єднання окремих груп, що постійно конфліктуватимуть між собою, незадоволених своїм станом і місцем на вертикалі взаємної експлуатації.
Ідеологія не є принципом справедливості, вона дає відчуття справедливості, що далеко не одне і те ж саме. Ідеологія примирює громадян, об'єднує їх і направляє незадоволення на обраний об'єкт.

### Людвіг фон Мізес про ідеологію
Людвіг фон Мізес (1881 - 1973), економіст Австрійської школи, засновник неолібералізму, у своєму magnum opus "Людська діяльність: Трактат з економічної теорії", дав таке визначення ідеології:
|  | Ідеологія - це сукупність наших теорій відносно індивідуальної поведінки і суспільних відносин. Й світогляд, й ідеологія виходять за рамки обмежень, які накладаються на чисто нейтральне й академічне дослідження речей як вони є. Вони є не просто науковими теоріями, а доктринами про належне, тобто про кінцеві цілі, до яких має прагнути людина у своїх земних справах. ... Ідеології, прийняті громадською думкою, ще більшою мірою є зараженими недосконалістю людського розуму. Зазвичай вони являють собою еклектичне поєднання ідей, абсолютно не сумісними одна з одною. Вони не здатні витримати логічну перевірку свого змісту. Їхня непослідовність є непоправною й не дозволяє поєднати різні частини у систему ідей, сумісними одна з одною. |

### Різновиди політичної ідеології
- Економічні
  - Соціал-демократія
  - Комунізм
  - Капіталізм
  - Неолібералізм

- Національні
  - Нацизм
  - Націоналізм
  - Расизм
  - Шовінізм

- Соціально-політичні
  - Анархізм
  - Консерватизм
  - Лібералізм
  - Фашизм
  - Імперіалізм

- Класові
  - Соціалізм

- Інші
  - Фемінізм
  - Гуманізм
  - Маскулізм або маскулінізм

### Німецько- та англомовні
- Christian Duncker (Hg.): Ideologiekritik Aktuell — Ideologies Today. Bd. 1. London 2008,. ISBN 978-1-84790-015-9
- Christian Duncker: Kritische Reflexionen Des Ideologiebegriffes, 2006, ISBN 1-903343-88-7
- Minar, David M. (1961) «Ideology and Political Behavior», Midwest Journal of Political Science. Midwest Political Science Association.
- Mullins, Willard A. (1972) «On the Concept of Ideology in Political Science.» The American Political Science Review. American Political Science Association.
- Pinker, Steven. (2002) «The Blank Slate: The Modern Denial of Human Nature.» New York: Penguin Group, Inc. ISBN 0-670-03151-8